# Populus caspica
Populus caspica är en videväxtart som först beskrevs av Joseph Friedrich Nicolaus Bornmüller, och fick sitt nu gällande namn av Bornm. Populus caspica ingår i släktet popplar och familjen videväxter. Inga underarter finns listade i Catalogue of Life.
Trädet är lövfällande och kan nå en höjd av 35 meter.
Arten förekommer på södra sidan av Kaspiska havet i Azerbajdzjan och Iran. Den växer i låglandet och i bergstrakter mellan -25 och 1400 meter över havet. Trädet ingår i lövskogar (ofta längs vattendrag) tillsammans med klibbal, ask, papegojbuske, kaukasisk vingnöt, Diospyros lotus, silkesträd, skogsalm, europeisk bäralm, Ulmus carpinifolia, fikon, Quercus castaneifolia och Gleditsia caspica. Den årliga nederbörden varierar mellan 600 och 1600 mm.
Beståndet hotas av skogsröjningar. Ofta återskapas skogar med andra träd. IUCN listar arten som starkt hotad (EN).